# Кузнец, Сидор Антонович
Сидор Антонович Кузнец (ок. 1900 — ?) — председатель колхоза «Пролетар» Черкасского района Киевской области, лауреат Сталинской премии 1950 года.
Родился ок. 1900 года в селе Змагайловка Черкасского уезда Киевской губернии (сейчас в черте села Червоная Слобода Черкасского района Черкасской области).
С 1920 года председатель комитета неимущих крестьян. Затем работал председателем Червонослободского сельского Совета.
С 1932 года председатель колхоза «Пролетар» («Пролетарий»).
В 1947 году его колхоз с 50 гектаров получил по 234 пуда проса (39 ц/га).
Путем применения полосовых посевов в 1948 г. средняя урожайность корней кок-сагыза составила 56 центнеров с гектара на значительной площади. Его колхоз стал «миллионером» — чистый доход превысил миллион рублей.
В 1948 году сконструировал сеялку для кок-сагыза, конный культиватор для междурядных обработок, и специальную лапу для подкопа, облегчавшую уборку. После того, как эти машины усовершенствовали инженеры конструкторского бюро, они нашли широкое применение в колхозах.
В том же году сконструировал маркер для посадки картофеля, в котором следы для рядков оставляются на почве давлением каточков.
С августа 1950 года, когда объединились сельхозартели «Пролетар» и им. Петровского — первый председатель организованного на их базе колхоза «Дружба». Занимал эту должность до 1959 года, затем его колхоз присоединился к колхозу им. Ленина, председателем которого был Александр Макарович Супрун.
С 1957 года, в связи с развитием производства изопренового синтетического каучука, возделывание кок-сагыза в СССР прекратилось. Тогда же был осуществлён переход на механизированное возделывание картофеля, и изобретения Кузнеца потеряли актуальность.
Лауреат Сталинской премии 1950 года — за применение новой агротехники и усовершенствование сеялок и почвообрабатывающих машин, способствующих повышению урожайности кок-сагыза.
В 1948 г. был награждён орденом Ленина.